# Уайоминг (город, Миннесота)
Уайоминг (англ. Wyoming) — город в округе Шисаго, штат Миннесота, США. На площади 7,5 км² (7,4 км² — суша, 0,1 км² — вода), согласно переписи 2002 года, проживают 3048 человек. Плотность населения составляет 413,1 чел./км².
- Телефонный код города — 651
- Почтовый индекс — 55092
- FIPS-код города — 27-72022[1]
- GNIS-идентификатор — 0654403[2]